# Калиновская поселковая община (Херсонская область)
Калиновская поселковая община (укр. Калинівська селищна громада) — территориальная община на Украине, в Бериславском районе Херсонской области, с административным центром в поселке Калиновское.
Площадь территории — 197,3 км², население общины — 3 402 человека (2020 г.) .
Создана в 2020 году, согласно распоряжению Кабинета Министров Украины № 726-р от 12 июня 2020 «Об определении административных центров и утверждении территорий территориальных общин Херсонской области», путем объединения территорий и населенных пунктов Калиновского поселкового, Благодатовского и Бобровокутского сельских советов Великоалександровского района Херсонской области .

## Населенные пункты
В состав общины вошли посёлок Калиновское, села Андреевка, Благодатовка, Бобровый Кут, Заповит, Зелёный Гай, Краснолюбецк, Лозовое, Малая Сейдеминуха, Новогреднево, Новополтавка и Сухой Ставок .